# 杉本清隆
杉本 清隆（すぎもと きよたか、1974年3月21日 - ）は日本の作曲家、シンガーソングライター。血液型は、A型。
以前はコナミ（現・コナミデジタルエンタテインメント）に所属し、BEMANIシリーズの制作に携わっていた。現在は同社を退社し、「ORANGENOISE SHORTCUT」という音楽ユニットでインディーズ活動を行いながら（ORANGENOISE SHORTCUTは2008年1月に活動休止）も、BEMANIシリーズへの楽曲提供は続けている。

## BEMANIシリーズとの関わり

### 略歴
高校時代の同級生である南雲玲生の誘いを受け、『pop'n music』の楽曲「I really want to hurt you ～僕らは完璧さ」の作詞と歌唱を担当したのがきっかけとなり、コナミに入社。そのままBEMANIシリーズに携わる。上述の南雲とのコンビは「SUGI & REO」と名付けられ、ポップな曲調と杉本のハニーボイスも相まって、初期『pop'n music』シリーズの人気ユニットとなった（初作では「SGI & REO」となっていたが、2作目以降は現在の表記となっている）。
コナミ入社以降は『beatmania』、『pop'n music』などのサウンドデザインを経て、『pop'n stage』でサウンドディレクターを務める。その後『pop'n music 6』のサウンドディレクター担当を最後に退社。
『pop'n music』シリーズに登場するキャラクター、「スギ★くん（Sugi★kun）」は彼がモデルである。また、アジア圏でリリースされた英語版『pop'n music 2』ではスギ★くんが「SIMON（サイモン）」という名前に変更されており、杉本自身も楽曲制作時に「DJ SIMON」や「simon」、「サイモンマン」などの名義を使うことが多い。

### BEMANIにおける楽曲の傾向
いわゆる渋谷系のポップな曲から、戦隊ヒーローのテーマソングのパロディ曲まで、幅広い楽曲を制作している。コナミ在籍中は、他の人の楽曲の作詞やコーラスなども担当していた。
また、原曲を大幅に改変したリミックス（編曲）を施したり、楽曲中に妙なSEを多用したことなどから、ネタ楽曲製作者として名が挙がる事も多い。ゲーム中に極端なBPM変化をする仕掛け（通称：ソフラン）の考案者としても知られる。

### BEMANIシリーズに提供した楽曲
杉本の作曲した楽曲の内、代表的なものを挙げる。
※ハイフン後は、ゲームで表示される名義。歌手名もしくはユニット名。収録機種は初出のものを挙げた。

#### pop'n music、pop'n stage
- (fly higher than) the stars - SUGI & REO
- LA LA LA LA YO-DEL - DJ Simon
- 魔法の扉（スペース・マコのテーマ）- a.s.a.
- ビーマニ戦隊ポップンファイブ - うた：石原慎一　さくし：RYO
- 西新宿清掃曲 - サイモンマン
- Homesick Pt.2&3 - ORANGENOISE SHORTCUT
- fly higher (than the stars) 2STEP MIX - DJ SIMON
- ポップン音頭 - 高田香里
- Bubble Bagpipe Hour - Original Cedar Pipe Band
- Midnight Yoghurt - SIMON MAN
- ディスコ・タイフーン - PRIORITY feat. Sana
- RADICAL RAGTIME TOUR - Route No.1 RAG Unit
- ニンジャヒーローシノビアン - 腹筋忍者台
- 忍びアン子は恋の呪文 - 新腹筋忍者台 feat. meli♥melo
- ポップン電機CMソング - うた:のこいのこ 制作:電機まつり促進協会
- フィーバー戦士ポップン14のテーマ - トジーン
- わたしのフォーティーン（フィーバー戦士ポップン14 EDテーマ）- 新谷さなえ
- 西麻布水道曲 - サイモンマン
- ふたりのマニフェスト(Circle of the afternoon MIX) - DJ SIMON（原作曲：肥塚良彦）
- Kicky Kemari Kicker - ROUTE No.1 KIZOKU UNIT
- 西表島琉球曲 - サイモンマン
- しまなみ海道男道 - すがはらやすのり
- The post-girl in a hat. - DJ Simon feat.伊藤理恵子
- 2nd ADVENTURE (AGAIN) - Jimmy Weckl remixed by DJ Simon
- 西馬込交通曲 - サイモンマン　
  - KONAMI公式eスポーツ大会「The 8th KONAMI Arcade Championship」pop'n music peace 決勝課題曲

#### beatmania
- 321 STARS - DJ SIMON
- RETROFUTURE - DJ SIMON
- air - DJ SIMON 
  - 読売テレビ（ytv）制作・日本テレビ系放送「情報ライブ ミヤネ屋」オープニングBGMとして使用されていた。
- DISCO DANCING - DJ SIMON

#### beatmania IIDX
- SOFT LANDING ON THE BODY - DJ SIMON
- SWEET LAB - DJ SIMON
- Back to the Dance Floor - DJ SIMON
- IIDX - DJ SIMON

#### KEYBOARDMANIA
- Keyboard Man - simon
- Klungkung 1655 - simon
- Manhattan Sports Club - simon

#### GuitarFreaks & DrumMania
- The Messenger (not decorated) - orangenoise shortcut

他多数。
また、先述の「I REALLY WANT TO HURT YOU（南雲玲生作曲）」や「Little Rock Overture（脇田潤作曲）」のように、杉本が作曲ではなく作詞・ボーカルとして参加した楽曲もいくつか存在する。

## そのほかの楽曲

### CROSS☓BEATS
- Landing on the moon - simon (crossbeats REV.にも収録)
- Landing on the moon(Instrumental Version) - simon

### crossbeats REV.
- Techno Highway - simon

### ガールフレンド♪
- ロボティクス∞(インフィニティ) - 杉本清隆